# Lasioglossum nitidibase
Lasioglossum nitidibase là một loài Hymenoptera trong họ Halictidae. Loài này được Cockerell mô tả khoa học năm 1941.